# Гресер, Уильям Эрик
Уильям Эрик Гресер (англ. William Eric Grasar; 18.05.1913 г., Сканторп, Великобритания — 28.12.1982 г., Шрусбери, Великобритания) — католический прелат, епископ Шрусбери.

## Биография
Уильям Эрик Гресер родился 18 мая 1962 года во городе Сканторп Великобритания. 18 декабря 1937 года был рукоположён в священника.
26 апреля 1962 года Римский папа Иоанн XXIII назначил Уильяма Эрика Гресера епископом Шрусбери. 27 июня 1962 года Уильям Эрик Гресер был рукоположён в епископа.
В 1964 году Уильям Эрик Гресер участвовал в I, II, III и IV сессиях II Ватиканского собора.
20 марта 1980 года Джон Алозиус Мёрфи ушёл в отставку.
Умер 28 декабря 1982 года.